# Smile (album L’Arc-en-Ciel)
Smile – dziewiąta płyta zespołu L’Arc-en-Ciel. Wydana 31 marca 2004r. Album pojawił się na rynku również w Stanach Zjednoczonych, gdzie został wydany przez wytwórnię Tofu Records. 
Piosenka z tego albumu „Ready Steady Go” została użyta jako drugi opening do anime Fullmetal Alchemist.

## Utwory
1. 	"Kiss (接吻　Seppun)”     –	4:25
2. 	"Ready Steady Go”     – 3:45
3. 	"Lover Boy”   – 4:45
4. 	"Feeling Fine”   – 4:17
5. 	"Time Goes On”   – 4:44
6. 	"Coming Closer”   – 5:14
7. 	"Forever (永遠　Eien)”  – 4:39
8. 	"Revelation” – 3:18
9. 	"Hitomi no Juunin (瞳の住人）”   – 5:55
10. 	"Spirit Dreams Inside”  – 3:47
11.    „Ready Steady Go (hydeless Version)” (US)”   – 3:47

## Twórcy
- Hyde – śpiew, gitara akustyczna w utworze 10
- Ken – gitara elektryczna, wokal wspierający, keyboard w utworach 1, 2, 4, 5, 6, 7, 9 i 10, gitara hawajska w utworze 10
- Tetsu – gitara basowa, wokal wspierający, keyboard w utworach 2, 5 i 9, solo na gitarze w utworze 5
- Yukihiro – perkusja, wokal wspierający
- Hajime Okano – keyboard w utworach 2, 4, 5, 9 i 10, wokal wspierający w utworze 8
- Hiroaki Sugawara – keyboard w utworze 6, syntezator w utworze 10
- Asuka Kaneko – smyczki w utworze 6
- Jack Danger – wspierający wokal w utworze 8
- Hal-Oh Togashi – pianino akustyczne